# Chorizanthe corrugata
Chorizanthe corrugata är en slideväxtart som först beskrevs av John Torrey, och fick sitt nu gällande namn av Torr. & Gray. Chorizanthe corrugata ingår i släktet Chorizanthe och familjen slideväxter. Inga underarter finns listade i Catalogue of Life.